# Kanton Ars-sur-Moselle
Ars-sur-Moselle is een voormalig  kanton van het Franse departement Moselle. Het kanton maakt deel uit van het arrondissement Metz-Campagne. In 2015 is de kanton gefuseerd naar het nieuwe Kanton Coteaux de Moselle.

## Gemeenten
Het kanton Ars-sur-Moselle omvatte de volgende gemeenten:
- Ancy-sur-Moselle
- Arry
- Ars-sur-Moselle
- Châtel-Saint-Germain
- Corny-sur-Moselle
- Dornot
- Gorze
- Gravelotte
- Jouy-aux-Arches
- Jussy
- Lessy
- Novéant-sur-Moselle
- Rezonville
- Rozérieulles
- Sainte-Ruffine
- Vaux
- Vernéville
- Vionville